# Setesdal
Het Setesdal is een dal en streek in het noorden van de Noorse fylke ('provincie') Agder. Oorspronkelijk werd de naam alleen gebruikt voor de gemeenten Bykle en Valle. Tegenwoordig worden ook Bygland, Iveland en Evje og Hornnes tot het Setesdal gerekend.
De streek dankt haar naam aan het dal van de rivier de Otra. In de omgeving zijn vele meren gelegen, zoals Byglandsfjorden. De rivier de Otra stroomt door het Setesdal en mondt in Kristiansand uit in het Skagerrak. In het noorden grenst het Setesdal aan de Hardangervidda en de provincie Vestfold og Telemark en in het noordwesten aan de provincie Rogaland.

## Geschiedenis
De Historia Norvegiæ, een korte geschiedenis van Noorwegen, geschreven in de tweede helft van de 12e eeuw door een monnik, vermeldt dat het Setesdal op dat moment tot het rechtsdistrict Telemark en Råbyggelag behoorde. Een Raabygger of Råbygger is iemand die leeft in een uithoek.
Tussen Valle in het Setesdal en Fyresdal in het oosten aan de andere zijde van de bergen is een middeleeuws pad te vinden, dat door priesters en bisschoppen gebruikt werd om tussen Agder en Telemark te reizen. De naam van dit pad is Bispevegen (bisschopsweg). Ieder jaar vindt er een processie plaats, die in Kleivgrend in Fyresdal begint.
De Setesdalsbanen was een spoorweg tussen Kristiansand en Byglandsfjord en werd in 1895 geopend tot Hægeland en in 1896 doorgetrokken tot Byglandsfjord. De spoorweg is in 1962 gesloten, maar een gedeelte wordt tijdens de zomer bereden door stoomlocomotieven als toeristische attractie.
In de verschillende delen van het Setesdalmuseum die door het hele dal verspreid zijn, is onder andere veel te zien over de leefwijze in het Setesdal. Het hoofdgebouw van het museum bevindt zich in Rysstad in de gemeente Valle.